# Frihetskrigsmonumentet i Rapla

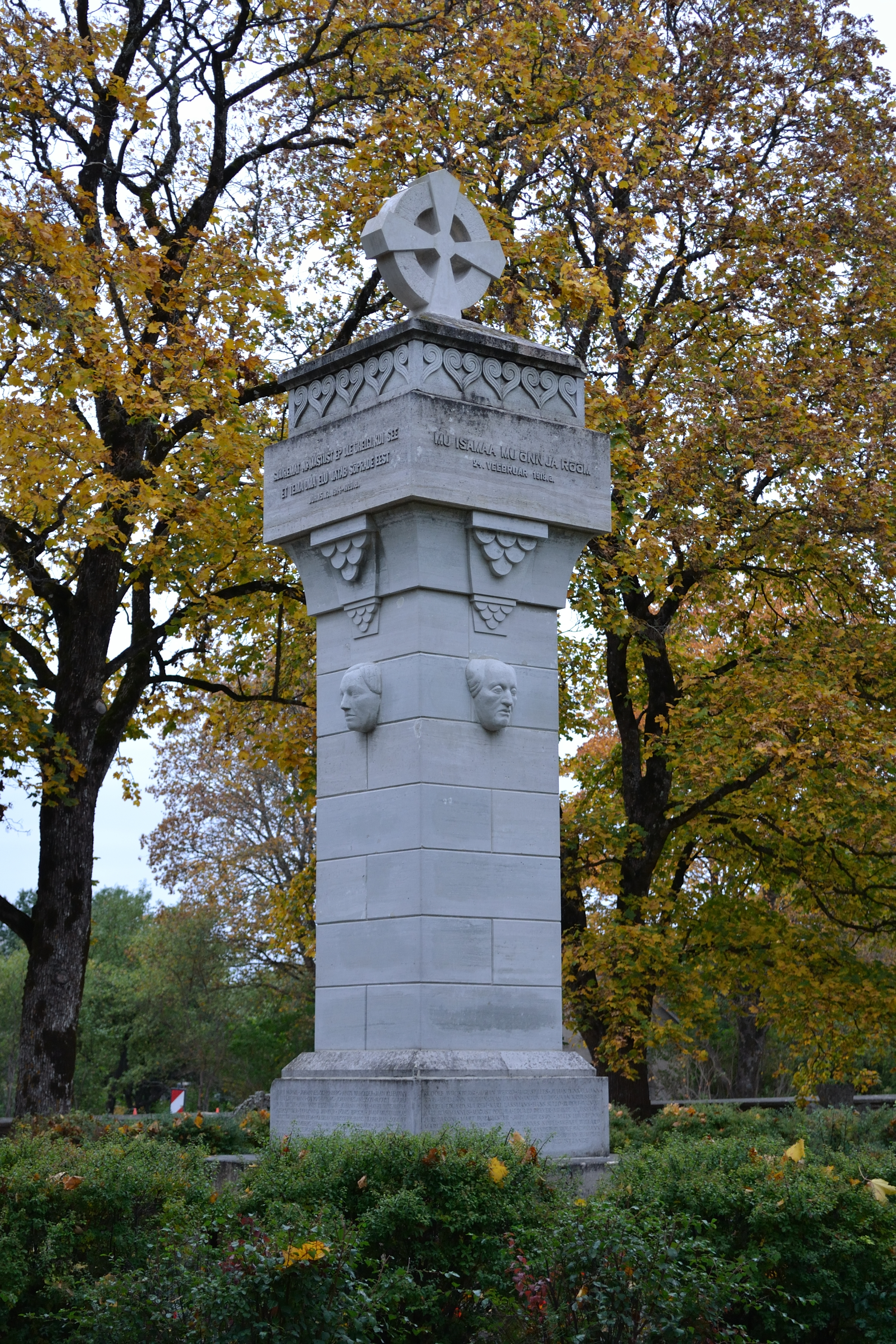

Frihetskrigsmonumentet i Rapla, estniska: Rapla Vabadussõja mälestussammas, är ett minnesmärke rest till minne av Estniska frihetskriget. Det står framför kyrkan i Rapla och är utfört av skulptören Jaan Koort.